# Pachyplichas
Pachyplichas es un género que contiene dos especies extintas de reyezuelo  en Nueva Zelanda, una familia de pequeñas aves endémicas de Nueva Zelanda.

## Especies
- P. yaldwyni - Isla Sur, Nueva Zelanda
- P. jagmi - Isla Norte, Nueva Zelanda

## Descripción
Estas dos especies reyezuelos tienen reducidos las alas y sus patas son robustas lo que indicaría que se han adaptado a la vida terrestre más que al vuelo.